# Macroptila extensa
Macroptila extensa är en fjärilsart som beskrevs av Rothschild 1912. Macroptila extensa ingår i släktet Macroptila och familjen björnspinnare. Inga underarter finns listade i Catalogue of Life.